# Axxell
Axxell Utbildning Ab är en finländsk skolorganisation för svenskspråkig yrkes- och folkhögskoleutbildning. Axxell har cirka 3 000 studerande, av vilka omkring 700 är ungdomar. Huvudorten är Karis i Raseborgs stad. Axxell har verksamhet i Ekenäs, Esbo, Helsingfors, Karis, Kimitoön, Pargas, Vanda och Åbo.
Axxell Utbildning Ab ägs av Svenska folkskolans vänner r.f. och bildades i augusti 2008 genom att sammanföra sju finlandssvenska utbildningsenheter: Västra Nylands yrkesskola, Yrkesinstitutet Sydväst (med Överby lantbruksskola), Lappfjärds folkhögskola, Finns folkhögskola, Cityfolkhögskolan, Kuggomskolan och Åbolands folkhögskola/Språk- och turisminstitutet. År 2009 anslöts Karis kurscenter och år 2010 Åbolands yrkesinstitut till Axxell.